# Belper
Belper – miasto i civil parish w środkowej Anglii (Wielka Brytania), w regionie East Midlands, w hrabstwie Derbyshire, w dystrykcie Amber Valley. Leży nad rzeką Derwent, 11,4 km od miasta Derby, 13,1 km od miasta Matlock i 193 km od Londynu. W 2001 roku miasto liczyło 21 938 mieszkańców. W 2011 roku civil parish liczyła 21 823 mieszkańców.
W Belper ma swą siedzibę klub piłkarski Belper Town F.C., a także klub rugby Belper Rugby Club.

## Miasta partnerskie
- Pawtucket